# Mikaela Hoover
Pour les articles homonymes, voir Hoover.
Mikaela Hoover, est une actrice américaine, née le 12 juillet 1984 à Colbert dans l'État de Washington.

## Filmographie

### Cinéma
- 2007 : Frank : Heather
- 2009 : Lost Dream : Mackenzie
- 2010 : Super : Holly
- 2011 : 2 Man 3 Way
- 2011 : Fleshlightning : Madison
- 2013 : Another Happy Anniversary : Kim
- 2014 : Back in the Day : Tifficult
- 2014 : Les Gardiens de la Galaxie : l'assistante de Nova Prime
- 2014 : Comment séduire une amie : Lacey
- 2014 : Hide and Seek : Simone
- 2016 : L'Expérience Belko : Raziya Memarian
- 2017 : Alexander IRL : Ellie
- 2017 : Circle of Love
- 2017 : Blacked Out : Suzy
- 2018 : Bubble : Sunday
- 2019 : Y a-t-il un youtuber dans l'avion ? : Claire
- 2020 : Guest House : Taylor
- 2020 : Holidate : Annie
- 2021 : The Suicide Squad : Camila
- 2021 : Love Hard : Chelsea Lin
- 2023 : Les Gardiens de la Galaxie Vol. 3 : Sol
- 2024 : Zero Hour : Ida
- 2024 : Daddy's Home : Lily
- 2025 : Superman : Cat Grant

### Télévision
- 2006 : Sam Has 7 Friends : Cami
- 2008 : Sorority forever : Madison Westerbrook (33 épisodes)
- 2010 : How I Met Your Mother : Stacey (1 épisode)
- 2011-2012 : Happy Endings : Jackie (2 épisodes)
- 2012 : Anger Management : Daytona (2 épisodes)
- 2013 : Mon oncle Charlie : Morgan (1 épisode)
- 2013 : The League : la fille au taco (1 épisode)
- 2017 : 2 Broke Girls : Jessica (2 épisodes)
- 2017 : The Guest Book : Bethany (1 épisode)
- 2017 : Lucifer : Esther (1 épisode)
- 2022 : Ramble On : Mikaela